# Charles River Dam

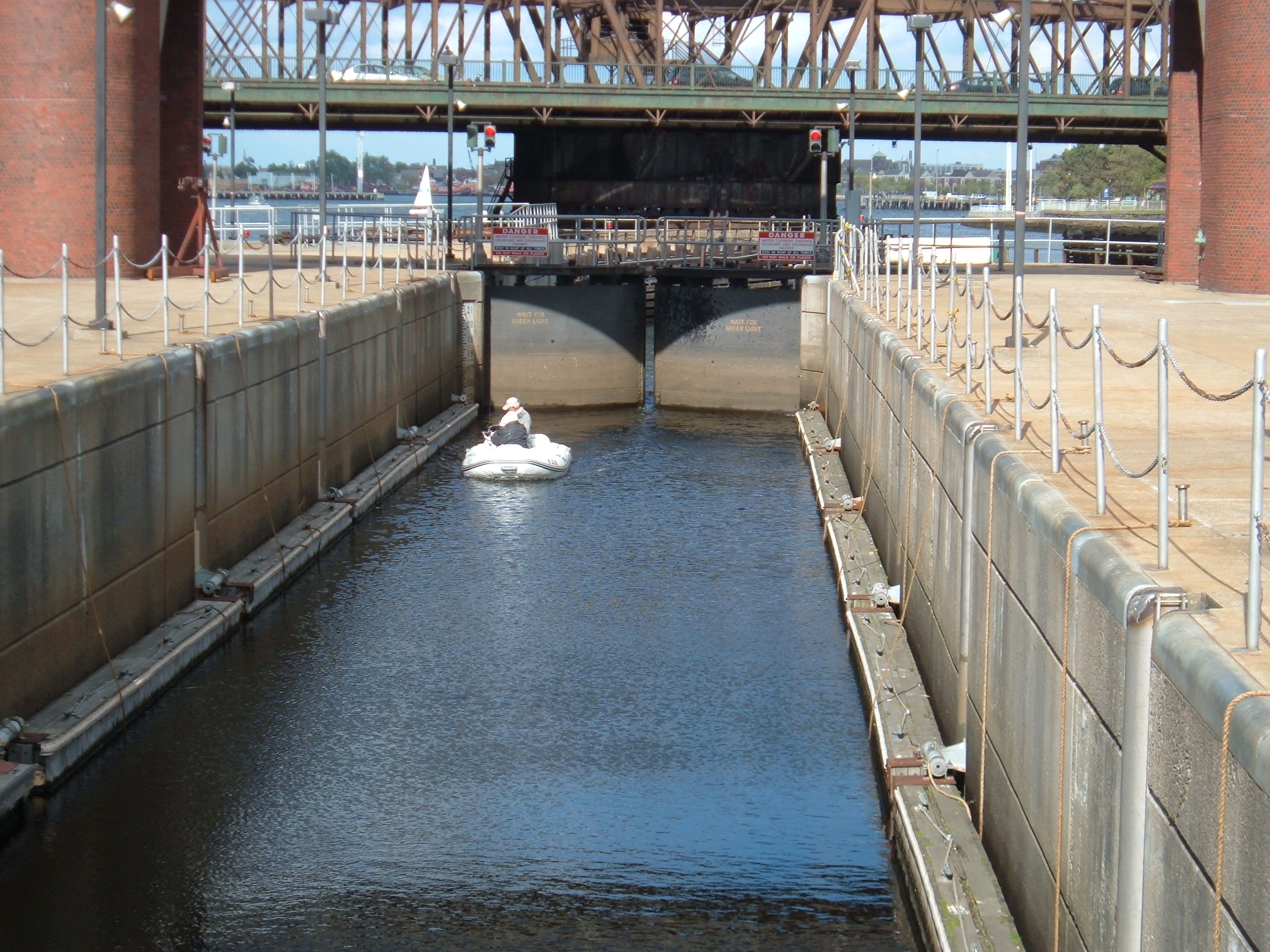
Eine Schleuse am Charles River Dam

Der Charles River Dam ist ein Stauwerk zur Hochwasserkontrolle in Boston im Bundesstaat Massachusetts der Vereinigten Staaten. Es befindet sich in direkter Nachbarschaft flussabwärts der Leonard P. Zakim Bunker Hill Memorial Bridge an der ehemaligen Position der 1962 abgerissenen Warren Bridge.

## Geschichte
Das Bauwerk ist auch als Gridley Dam bekannt, benannt nach dem Militäringenieur Richard Gridley. Die drei Schleusen des 1978 errichteten und in Betrieb genommenen Stauwerks können sowohl von Fußgängern als auch von Radfahrern überquert werden, da das Bauwerk Teil des beliebten Boston Harborwalk ist. Der Charles River Dam ersetzte das aus dem Jahr 1912 stammende Bauwerk Charles River Dam Bridge, das dort stand, wo sich heute das Boston Museum of Science befindet. Dessen alte Schleuse existiert heute noch, steht jedoch konstant offen, um den Schiffsverkehr nicht zu behindern. Das alte Stauwerk konnte das Meerwasser nicht vom Fluss fernhalten, was zu Salzwasseransammlungen am Grund des Süßwasserbeckens und infolgedessen zu Verschmutzungen und Problemen bei der Fischwanderung führte.

## Technische Merkmale
Die Anlage verfügt über drei unabhängig voneinander zu betreibende Schleusen, wobei eine davon besonders breit ausgelegt ist, um gelegentlich größere Schiffe passieren lassen zu können. Für den Fall, dass der Pegel im Hafenbecken so stark ansteigt, dass er das Niveau des Flusses auf der anderen Seite des Wehrs erreicht, steht eine Pumpstation zur Verfügung, die mit sechs 2.700 PS starken, turbo-aufgeladenen Dieselpumpen überschüssiges Wasser aus dem Fluss mit einer kombinierten Leistung von 3,7 Millionen Gallonen (14.000 m³) pro Minute in den Hafen befördern kann. Ebenso steht eine Fischtreppe zur Verfügung.
Die Hauptaufgabe des Stauwerks besteht in der Kontrolle des Pegelstands im Flussbett stromaufwärts, was insbesondere die Back Bay Fens und den Muddy River betrifft. Darüber hinaus verhindert das Bauwerk, dass bei Hochwasser Salzwasser in das Süßwasser des Charles River gelangt.

## Sonstiges
Paul Matisse richtete am Geländer des Wegs über das Bauwerk eine interaktive Kunstinstallation ein, die als Charlestown Bells bekannt ist. Sie besteht aus mehreren, mehrfarbigen Glockenspielen, die von Passanten aktiviert werden können.